# Су-Ат
Су-Ат или Суа́т (также Восточный Суат; укр. Суат, крымскотат. Суват, Suvat) — река в Крыму, правый и крупнейший приток р. Бурульча. 

## Описание
Длина 13,0 км, площадь водосборного бассейна — 43,6 км². Исток Суата — родник Су-Ат I (Бочка) расположен между Караби-яйлой и яйлой Орта-Сырт на северо-западных склонах массива Тырке на высоте 927 м над уровнем моря северо-западнее перевала Восточный Суат. Источник Суата извергается из большой металлической цистерны, поросшей мхом. Русло реки вытянуто в меридиональном направлении, у Су-Ата, согласно справочнику, 1 безымянный приток длиной менее 5 километров (на подробных картах подписан, как овраг Ауджиклы), водоохранная зона реки установлена в 50 м. Су-Ат впадает в реку Бурульча в 13 км от устья. В верховьях реки расположено урочище Суат, ниже долину окаймляют горные леса. По долине реки проложены туристические тропы. В долине реки расположен и одноимённый памятник партизанам ВОВ в виде призмы со звездой и источником. Питание снеговое, дождевое и подземное. Режим Суата характеризуется летней меженью и зимне-весенним подъёмом уровня воды. Летом и осенью низовья реки пересыхают и вода может не достигать устья. После обильных дождей возможны сильные паводки. Название реки переводится с крымскотатарского языка, где суат, или суват означает водопой.